# مینورکا (لوئیزیانا)
مینورکا (به انگلیسی: Minorca) شهری در ایالت لوئیزیانا کشور ایالات متحده آمریکا است که جمعیت آن در سرشماری سال ۲۰۱۰ میلادی، ۲٬۳۱۷ نفر بوده‌است.